# 동백로 (부산)
동백로는 부산광역시 해운대구 우동 운촌삼거리와 동백섬을 잇는 부산광역시의 도로이다. 동백섬 내 산책로를 포함해 순환도로를 이루기 때문에 '동백로'라 명명되었다. 차량 통행이 가능한 운촌삼거리부터 동백사거리까지 구간은 부산광역시도 제4005호선에 속한다.

## 주요 경유지
부산광역시
- 해운대구 우동

## 노선
- 연한 파란색(■): 부산광역시도 제4005호선 구간

| 이름                | 접속 노선                                                      | 소재지     | 소재지   | 비고             |
| ------------------- | -------------------------------------------------------------- | ---------- | -------- | ---------------- |
| 운촌삼거리 (동백역) | 부산광역시도 제40호선 (해운대로)                               | 부산광역시 | 해운대구 |                  |
| 동백사거리          | 부산광역시도 제2003호선 부산광역시도 제4005호선 (해운대해변로) | 부산광역시 | 해운대구 |                  |
| (교량)              |                                                                | 부산광역시 | 해운대구 |                  |
| 웨스틴조선호텔      |                                                                | 부산광역시 | 해운대구 |                  |
| 동백섬              |                                                                | 부산광역시 | 해운대구 | 자동차 통행 불가 |

## 주요 건물 및 시설
- 웨스틴조선호텔 (부산광역시 해운대구 동백로 67)
- 누리마루APEC하우스 (부산광역시 해운대구 동백로 116)

## 주의 사항
동백섬 내 구간은 산책로로 조성되었기 때문에 차량 통행이 불가능하다. 실질적인 차량 통행이 가능한 구간은 시점인 운촌삼거리부터 웨스틴조선호텔까지이다.